# ابن درستویه
ابو محمد عبدالله بن جعفر بن درستویه بن المرزبان الفارسی الفسوی النحوی که به اختصار ابن درستویه خوانده می‌شود از نحودانان و علمای زبان عربی در قرن چهارم هجری بود. 
ابن درستویه از مردم فسا و شاگرد ابن قتیبه و ابوالعباس مبرد بود. او در بغداد به تدریس اشتغال داشته و کتبی در ادب و نحو تألیف کرده‌است. این درستویه در سال ۲۵۸ هجری قمری به دنیا آمد و از علما و فضلای نام‌آور به‌شمار می‌رفت و صاحب تألیفات بسیاری در نحو و لغت به زبان عربی بود. پدرش را نیز از محدثین درجه اول دانسته‌اند. او بیشتر عمر خود را در بغداد گذرانده و در سال ۳۴۷ هجری قمری در همین شهر درگذشت. علامه دهخدا در لغت‌نامه دهخدا به نقل از ابن الندیم نزدیک به چهل کتاب را به ابن درستویه نسبت می‌دهد.